# Шамалов, Николай Терентьевич
Никола́й Тере́нтьевич Шама́лов (род. 24 января 1950, Ленинград) — совладелец банка «Россия», бывший представитель в Петербурге компании Siemens Medical Solutions.

## Биография
Окончил Высшее военно-морское инженерное училище имени В. И. Ленина (1992).
Окончил Всероссийскую академию внешней торговли (1996). Также получил образование врача-стоматолога.
Работа:
- Управление внешнеэкономических связей Комитета по внешним связям мэрии Санкт-Петербурга (1993—1995).
- Руководитель от Комитета по внешним связям программой оснащения медицинских учреждений Санкт-Петербурга оборудованием фирмы Siemens AG (с 1993).
- Акционер банка «Россия» (с 2004).
- Представитель германской компании Siemens AG по Северо-Западу России (2001—2008).
- Совладелец ОАО «Выборгский судостроительный завод» (с 2006).
- Член совета директоров Выборгского судостроительного завода (с 2010).

Бывший член кооператива «Озеро», учреждённого 11 ноября 1996 года Владимиром Путиным и ещё семью пайщиками.
По данным издания «РБК», до начала 1990-х Шамалов работал в Ленинграде по своей специальности — врач-стоматолог. С этим был связан его ранний бизнес; как следует из данных Регистрационной палаты Санкт-Петербурга (содержатся в базе данных Integrum), в 1994 году он стал одним из соучредителей компании «Мастердентсервис».
В 1992 году он стал представителем медицинского подразделения концерна Siemens AG в Петербурге, где проработал больше 15 лет, продавая медицинскую технику.
В 2011 году российская версия журнала «Forbes» оценила капитал Шамалова в $500 млн (тогда он занял 198-е место).

## Обвинения в коррупции
В 2010 году предприниматель Сергей Колесников написал открытое письмо президенту России Дмитрию Медведеву, в котором утверждал, что Шамалов замешан в коррупционных схемах. По данным Колесникова, Шамалов сотрудничал с компанией «Петромед», которая занималась продажей медицинского оборудования, совладельцами которой были Колесников и Дмитрий Горелов. Как писали «Ведомости» со ссылкой на Колесникова, «в начале 2000-х годов Николай Шамалов […] обратился к „Петромеду“ с предложением от имени Путина „предоставить финансирование для ряда крупных контрактов в области государственного здравоохранения“». По словам предпринимателя, «Было сказано, что финансировать контракты будут олигархи, готовые на благотворительность для помощи новому президенту, а условием финансирования является перевод „Петромедом“ 33 % от суммы контракта на зарубежные счета». Взносы поступили от Романа Абрамовича ($203 млн) и Алексея Мордашова ($14,9 млн). Газета Financial Times со ссылкой на предоставленные Колесниковым документы сообщала позднее, что несколько десятков миллионов долларов при закупках оборудования остались у фирм-посредников, владельцами которых были Шамалов, Горелов и сам Колесников. По версии издания, Шамалов и Горелов в 2004—2005 годах могли потратить эти деньги (в сумме минимум 1 млрд руб.) на покупку по 12,6 % акций созданного в 1990-е годы при участии Юрия Ковальчука акционерного банка «Россия», который начал скупать различные активы.
Колесников также писал, что в середине 2000-х он вместе с Шамаловым и Гореловым участвовал в создании компании «Росинвест», через которую тоже инвестировались деньги от продаж медицинского оборудования. На них «Росинвест» и его структуры скупали активы: судостроительную верфь в Петербурге; 12,5 % акций СОГАЗА (вдобавок к приобретённым банком «Россия» 76 %); строили «дворец Путина» около Геленджика; участвовали в национальном проекте «Здоровье» и так далее.
Конечным бенефициаром «Росинвеста» была швейцарская Lirus Management АG. Информации о её владельцах в официальных источниках обнаружить не удалось, но изначально компания в равных долях принадлежала Шамалову, Колесникову и Горелову. По данным РБК, «Росинвест» в 2012 году был ликвидирован из-за репутационных рисков после скандала с письмом Колесникова. В ликвидационном балансе «Росинвеста» говорится, что на конец 2010 года финансовые вложения фирмы составляли 7,7 млрд руб., нераспределённая прибыль — 623 млн руб.

## Санкции
В 2014 году Шамалов-старший попал под санкции Евросоюза из-за войны на востоке Украины, власти которого причислили бизнесмена к ближайшему окружению Путина, обосновав это тем, что оба были соучредителями дачного кооператива «Озеро».
В марте 2022 года Япония ввела санкции против Шамалова в связи с вторжением России на Украину.

## Семья
Старший сын Юрий, с 2003 года возглавляет крупнейший в России негосударственный пенсионный фонд «Газфонд» (которому принадлежит «Газпромбанк»). До прихода в «Газфонд» Юрий работал представителем концерна Siemens AG в Москве. Младший сын Кирилл — вице-президент «СИБУРа» по административной поддержке бизнеса, по данным Bloomberg, позднее подтверждёнными Reuters, — бывший зять Владимира Путина, расстался с дочерью Путина Екатериной в январе 2018 года. Это событие агентство связывает с тайными финансовыми сделками в компании «Сибур». 6 апреля 2018 года Кирилл Шамалов был включён в санкционный список США в числе 17 чиновников и 7 бизнесменов из России.